# Peter Dekleva
Peter Dekleva, slovenski kitarist, instrumentalist, glasbeni producent, * 7. februar 1977.
Peter Dekleva je slovenski kitarist, tekstopisec, skladatelj in producent, ki trenutno ustvarja znotraj skupin Hamo & Tribute 2 Love, Bilbi, Društvo mrtvih pesnikov, Gušti in Adam, v preteklosti pa je sodeloval še z mnogimi najvidnejšimi imeni slovenske popularne in alternativne glasbe.
Viden pečat je pustil v zasedbi Srečna mladina, v kateri je sodeloval med leti 1998 in 2015, najprej kot roadie, kasneje kot gost in nadalje kot pomemben član skupine. 
Peter Dekleva sodeluje tudi kot pisec glasbe za film Nika, gledališče Kosovirji in televizijo.
Kot glasbeni producent sodeluje s skupinami Hamo & Tribute 2 Love, Koala Voice, John F. Doe, Društvo mrtvih pesnikov, Hoffman idr.